# Eight for Silver
Pour plus de détails, voir Fiche technique et Distribution.
Eight for Silver ou Les damnés au Québec (The Cursed) est un film américano-français réalisé par Sean Ellis, sorti en 2021.
Il est présenté, sous le titre Eight for Silver, en avant-première au festival du film de Sundance 2021.

## Synopsis
Au XIXe siècle, en pleine campagne française, John McBride est dépêché sur place pour déterminer si le cadavre d'un jeune adolescent de quatorze ans, retrouvé dans les bois, est l'œuvre d'un homme ou d'un animal. Il est alors hébergé par Seamus Laurent, un riche propriétaire terrien, et sa femme Isabelle. Eux aussi sont désespérés car leur fils, ami de la victime, est porté disparu depuis deux semaines. Isabelle va alors se rapprocher de John tandis que ce dernier devra affronter ses propres démons.

## Fiche technique
Sauf indication contraire ou complémentaire, les informations mentionnées dans cette section proviennent du générique de fin de l'œuvre audiovisuelle présentée ici.
- Titre original : The Cursed
- Titre de travail : Silver[2]
- Titre français : Eight for Silver
- Titre québécois : Les damnés
- Réalisation et scénario : Sean Ellis
- Musique : Robin Foster
- Direction artistique : Paulo Gonçalves
- Décors : Pascal Le Guellec
- Costumes : Madeline Fontaine
- Photographie : Sean Ellis
- Montage : Yorgos Mavropsaridis et Richard Mettler
- Production : Sean Ellis, Mickey Liddell et Pete Shilaimon
- Production déléguée : Joseph Yakob et Alison Semenza King
- Coproduction : Mathilde Charpentier, Nicole Stojkovich et Joseph Yakob
- Société de production et de distribution : LD Entertainment
- Pays de production :  États-Unis,  France
- Langue originale : anglais
- Format : couleur — 2,39:1 — 35 mm[3]
- Genre : thriller horrifique
- Durée : 111 minutes
- Dates de sortie[4] :
  - États-Unis : 30 janvier 2021 (Festival de Sundance) ; 18 février 2022 (sortie nationale)
  - Québec : 18 février 2022[5]
  - France : 1er avril 2023 (vidéo à la demande)[6]

## Distribution
Sauf indication contraire ou complémentaire, les informations mentionnées dans cette section proviennent du générique de fin de l'œuvre audiovisuelle présentée ici.
- Boyd Holbrook (VF : Alexis Victor) : John McBride
- Kelly Reilly (VF : Isabelle Volpé) : Isabelle Laurent
- Alistair Petrie (VF : Christophe Hespel) : Seamus Laurent
- Roxane Duran (VF : Elsa Petit) : Anais
- Nigel Betts (en) (VF : Stéphane Cornicard) : Alfred Molière
- Áine Rose Daly (en) : Anne-Marie
- Amelia Crouch (en) (VF : Caroline Roussel) : Charlotte Laurent
- Stuart Bowman (VF : Jean-Pierre Leblan) : Saul
- Simon Kunz (VF : Jérôme Keen) : M. Griffin

Version française dirigée par Jean-Pierre Leblan au studio FDR (Londres), d'après une adaptation des dialogues de Ronan Hue.

## Production

### Développement et attribution des rôles
En février 2019, le Charente libre annonce que « Sean Ellis vient tourner à Cognac » pour son film d'époque provisoirement intitulé Silver entre avril et mai. En avril, Deadline révèle la présence de Boyd Holbrook, Kelly Reilly et Alistair Petrie pour le film désormais intitulé Eight for Silver, écrit par le réalisateur et produit par Mickey Liddell et Pete Shilaimon de la société LD Entertainment. En mai, Amelia Crouch se joint à l'équipe du tournage.

### Tournage

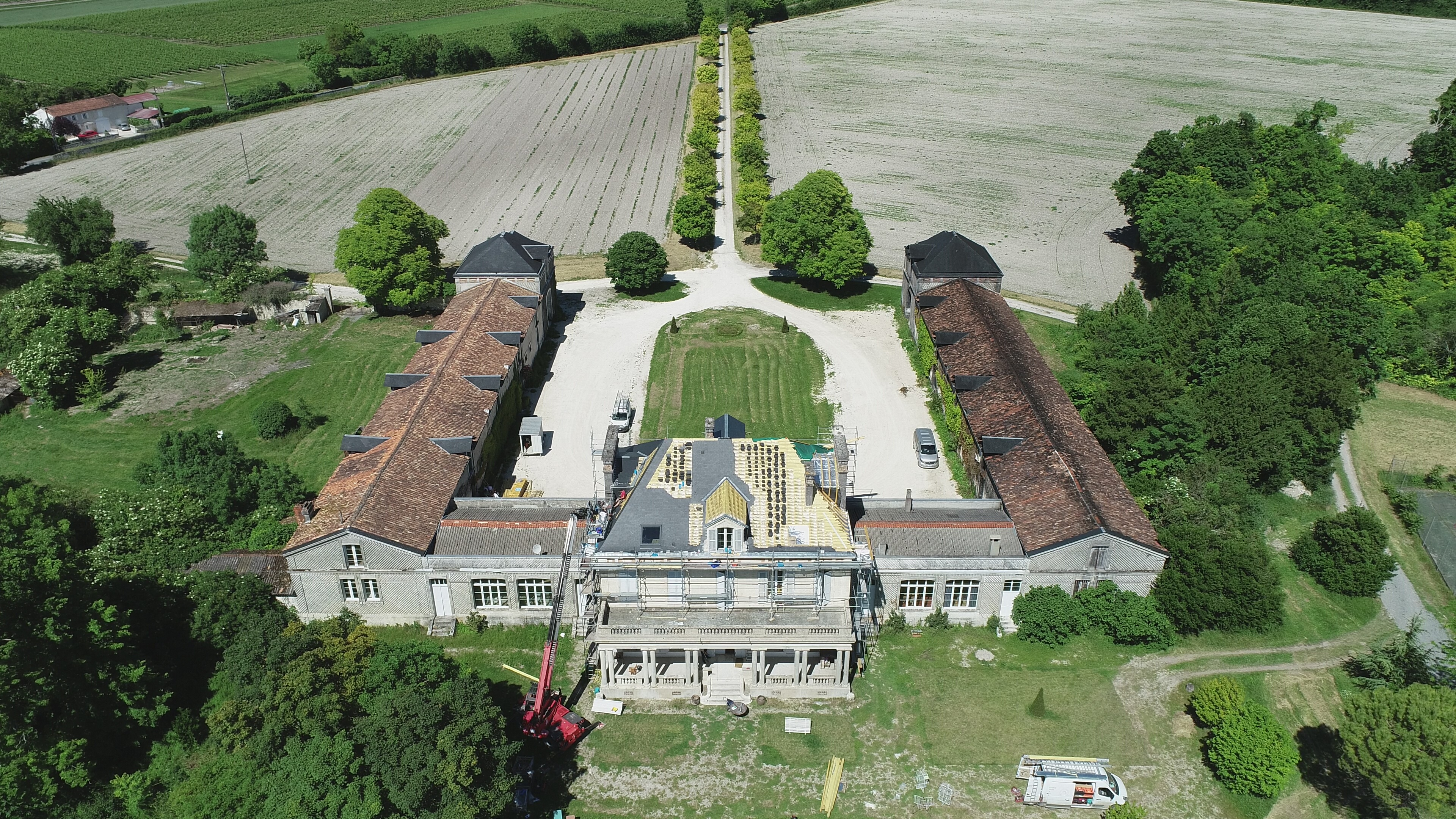
Domaine du Coureau

Le tournage débute le 8 avril 2019 en Grande Champagne (Charente),. Il a lieu à Cognac et à Salles-d'Angles pour le domaine du Coureau,, ainsi quedans les bois de Bourg-Charente, où une maison de deux siècles a été reconstruite, et Javrezac. Le tournage s'achève le 29 mai,.
En janvier 2020, la production retourne à Cognac afin de reprendre le tournage, avec les trois doublures images de trois des comédiens principaux, ayant lieu entre le 10 février et le 4 mars 2020.

### Musique
La musique du film est composée par Robin Foster.
Red is the Rose y est interprétée par Holly Martin.

## Accueil

### Festivals et sorties
Eight for Silver est projeté en avant-première, le 30 janvier 2021, au Festival du film de Sundance, et sort le 18 février 2022 dans les salles obscures aux États-Unis.
En France, il est projeté le 27 janvier 2022 au Festival international du film fantastique de Gérardmer. Il est transféré le 1er avril 2023 en vidéo à la demande.

### Critiques
Sur le site Rotten Tomatoes, le film obtient 71 % pour 128 critiques, avec une note moyenne de 6.4⁄10. Le site Metacritic, il obtient une note moyenne de 62⁄100 pour 24 critiques.

### Box-office
Le film compte 1,8 million de dollars dans les trois premiers jours et 2 millions de dollars dans les quatre premiers jours aux États-Unis, se trouvant au neuvième place au box-office,. Au bout du deuxième week-end, il sort du Top Ten du box-office avec 1,1 million de dollars.

## Nominations et sélections
Sauf indication contraire, les informations mentionnées dans cette section peuvent être confirmées par la base de données cinématographiques IMDb,  présente dans la section « Liens externes ».
- Festival du film de Sundance 2021 : section « premieres », hors compétition[1]
- Festival international du film fantastique de Catalogne 2021 - en compétition :
  - Meilleur réalisateur pour Sean Ellis
  - Meilleur scénario pour Sean Ellis
- Festival international du film fantastique de Gérardmer 2022 — en compétition : grand prix